# Zaprionus sepsoides
Zaprionus sepsoides är en tvåvingeart som beskrevs av Oswald Duda 1939. Zaprionus sepsoides ingår i släktet Zaprionus och familjen daggflugor. Inga underarter finns listade i Catalogue of Life.